# 성서침례대학원대학교
성서침례대학원대학교(聖書浸禮大學院大學校, Bible Baptist Theological Seminary)는 경기도 이천시에 있는 사립 대학원대학이다.

## 연혁
1963년과 1965년에 제일성서침례교회단기성경학교와 불광동성서침례교회단기성경학교를 부산직할시 동래구와 서울특별시 은평구 일대에 각각 설립한 것이 성서침례대학원대학교의 시작이다. 1966년 두 학교가 통합하고, 1967년 한국성서침례신학교로 교명을 변경하고, 부산직할시 동래구에 교사를 둔다. 1970년 대전광역시 동구 일대로 교사를 이전한다. 이어 1971년 서울특별시 은평구, 1974년 양천구 일대로 교사를 이전한다. 1982년 서울특별시 성동구 일대로 이전한다. 1986년 3월 성서침례신학교로 교명을 변경한다. 1987년 5월 서울특별시 서대문구 일대로 이전한다. 1988년 8월, 현재의 부지인 경기도 이천시로 캠퍼스를 이전한다. 2002년 11월, 대학원대학으로 개편되며, 성서침례대학원대학교로 교명을 변경하여 현재에 이르고 있다.

## 교육편제
성서침례대학원대학교는 전문대학원 과정의 대학원대학으로, 석사 3과정, 박사 2과정을 제공하고 학위를 수여하고 있다.

## 캠퍼스 풍경
성서침례대학원대학교는 경기도의 사립 대학원대학으로, 장평리 일대에 캠퍼스가 위치한다. 캠퍼스 북부 방향으로 대평로가 연결되어 있으며, 캠퍼스 주변은 산지로 둘러싸여 있다. 캠퍼스는 약 4동의 건축물이 위치한다.